# Buddhismus in Sri Lanka
Der Buddhismus in Sri Lanka ist die im Land am weitesten verbreitete Religion. Etwa 70,2 % der Gesamtbevölkerung, davon hauptsächlich Singhalesen, eine der beiden Haupt-Bevölkerungsgruppen Sri Lankas, gehören dem Theravada-Buddhismus an.

## Geschichte

### Erste Verbreitung des Buddhismus

#### Traditionelle Überlieferung

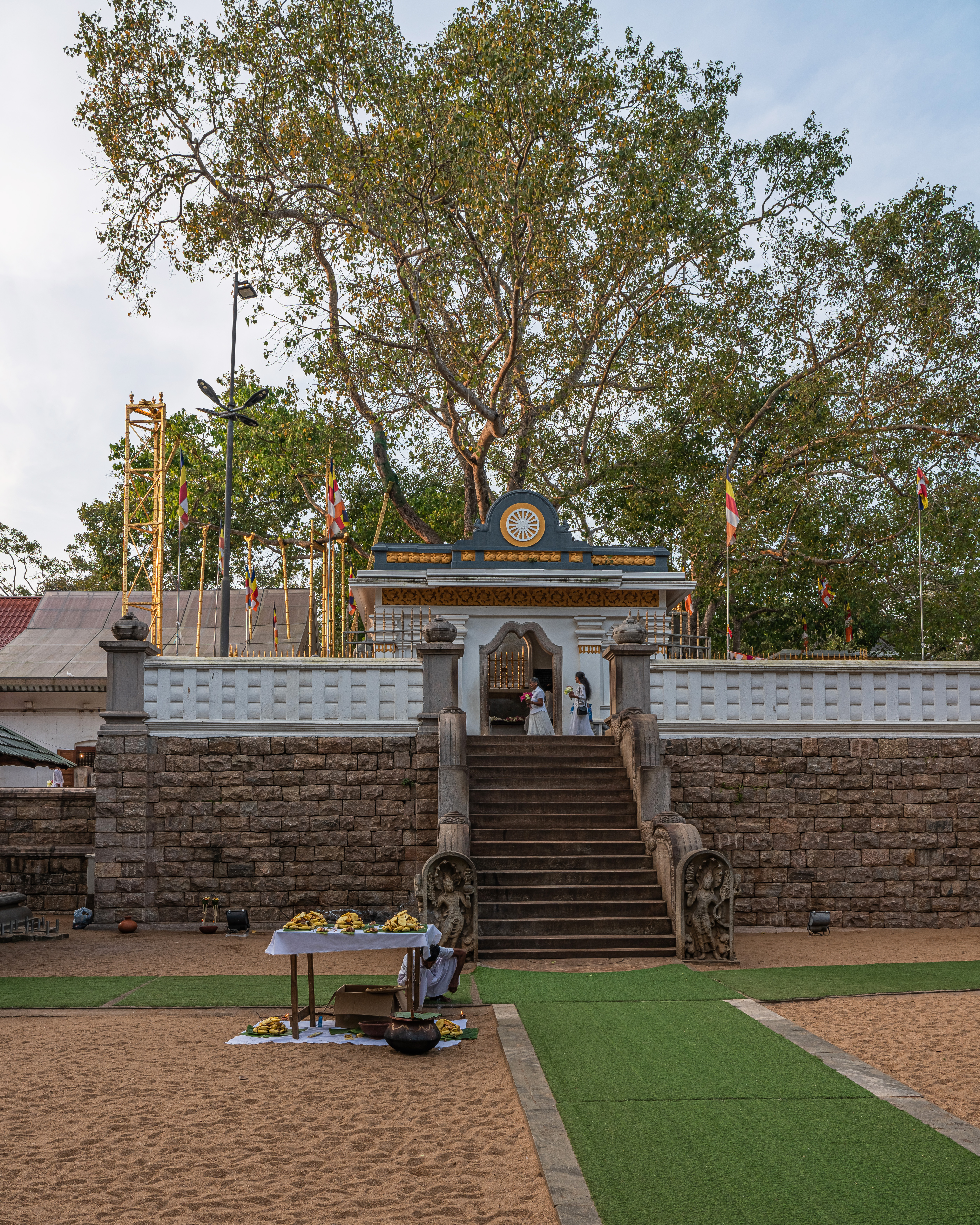
Der Baum Sri Maha Bodi in Anuradhapura. Nach traditionellem Verständnis soll der Baum an der Stelle gepflanzt worden sein, an dem Buddha bei seiner dritten Reise nach Sri Lanka lange meditiert haben soll. Der Baum soll ein Ableger des Bodhi-Baums in Bodhgaya (Indien) sein, unter dem der Religionsstifter Buddha Shakyamuni die Erleuchtung erlangt haben soll.

Nach den beiden in Pali verfassten Nationalchroniken Sri Lankas, Dipavamsa („Inselchronik“) und Mahavamsa („Große Chronik“), die beide in der zweiten Hälfte des 5. Jahrhunderts n. Chr. verfasst wurden, besuchte der historische Buddha selbst die Insel dreimal. Diese Darstellung ist rein legendarisch, prägt aber bis heute das Selbstverständnis der buddhistischen Singhalesen. Dipavamsa und weitere spätere Chroniken schmücken die historisch belegte Verbreitung des Buddhismus unter dem indischen Kaiser Ashoka (reg. 268–232 v. Chr.) dahingehend aus, dass dessen Sohn und Tochter, Mahinda und Sanghamitta, mit den Anfängen der Verbreitung des Buddhismus auf der Insel verbunden waren. Mahinda traf demnach den historischen srilankischen König Devanampiya Tissa (reg. 247–207), der gemeinsam mit 40.000 Menschen seiner Gefolgschaft zum Buddhismus übergetreten sein soll. Sanghamitta brachte der Überlieferung nach einen Setzling des Bodhi-Baums nach Sri Lanka, unter dem der historische Buddha die Erleuchtung erlangt haben soll. Devanampiya Tissa ließ den Sri Mahi Bodhi  genannten Baum in der Hauptstadt Anuradhapura einpflanzen.

#### Historische Quellen

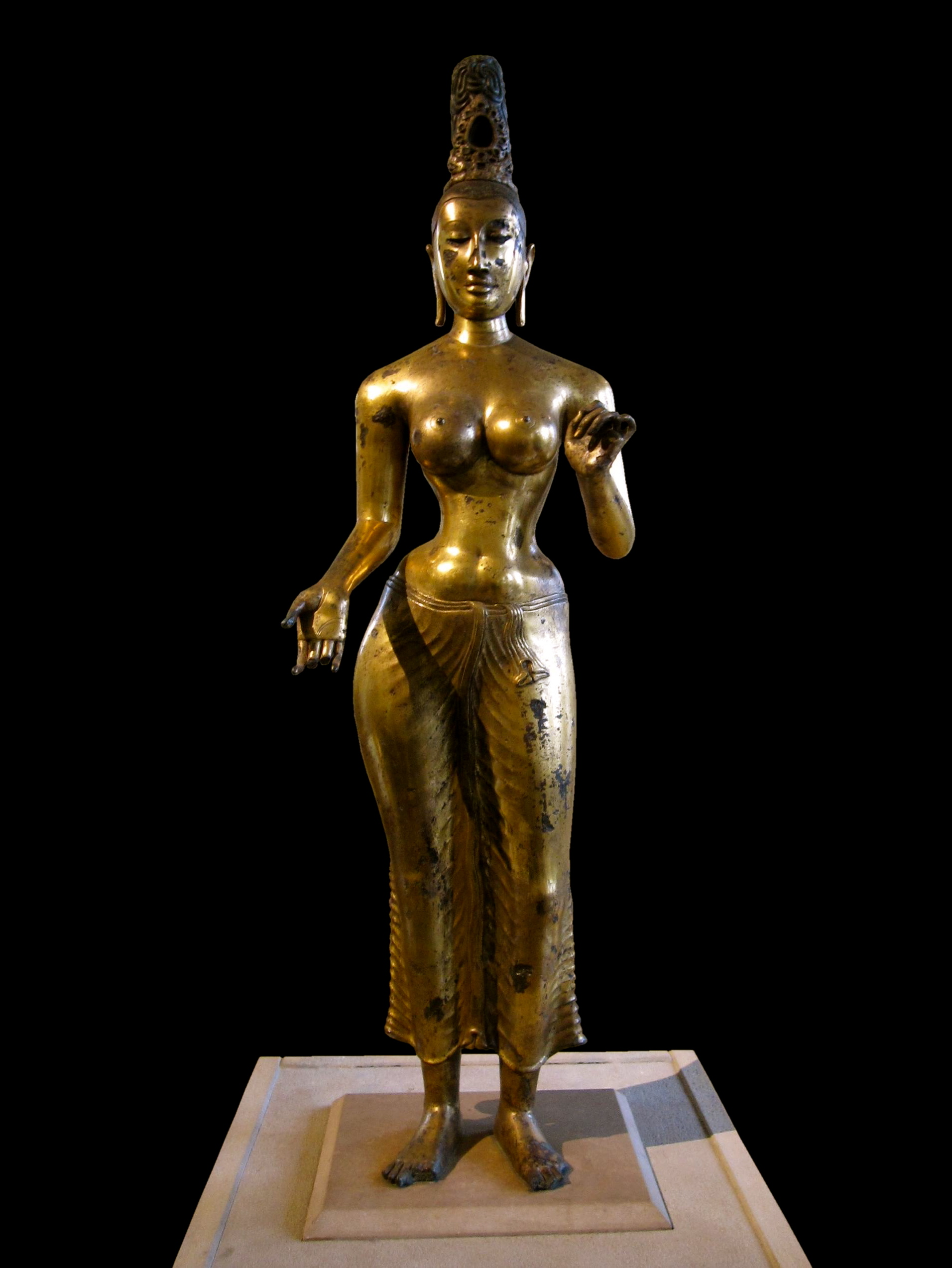
Bronzestatue von Bodhisattvi Tara, Anuradhapura, 8. Jahrhundert

Historisch überliefert ist die Verbreitung des Buddhismus auf die Insel Sri Lanka bereits vor der Mitte des 3. Jahrhundertsdurch ein Edikt des indischen Kaisers Ashokas. Ebenso überliefert ist eine Gesandtschaft des Ashokas nach Sri Lanka. Die erfolgreiche Ausbreitung des Buddhismus auf der Insel ist nicht ohne die Förderung des Königs Devanampiya Tissa vorzustellen. Die frühesten historischen Quellen aus Sri Lanka, die die buddhistische Präsenz auf der Insel bezeugen, lassen sich auf etwa 200 v. Chr. datieren. Die in Brahmi-Schrift verfassten Inschriften wurden an Felswänden und in Höhlen entdeckt und nennen lediglich einige Namen buddhistischer Stifter. 

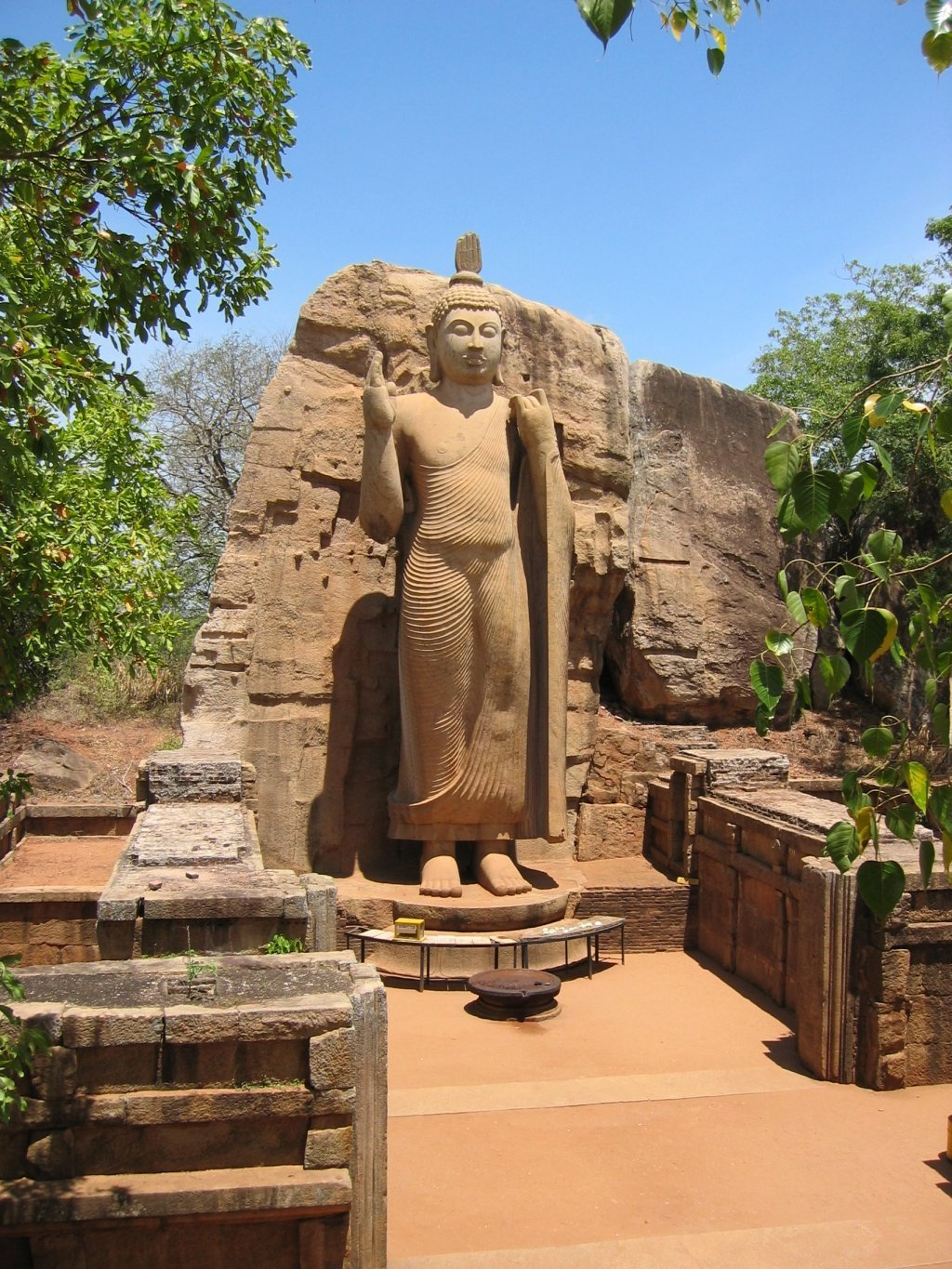
Buddha-Statue von Avukana aus dem 5. Jahrhundert n. Chr. nahe Dambulla

### Kolonialzeit
Ab dem frühen 16. Jahrhundert fiel die Insel zunächst unter portugiesische (1505–1658) später an niederländische (1658–1796) Herrschaft. Erst 1796 ging mit der Übernahme der Herrschaft durch die British East India Company die gesamte Insel in koloniale Herrschaft über. Dabei fiel auch das letzte politische Machtzentrum Kandy in die Hände einer Kolonialmacht. Bereits unter portugiesischer Herrschaft begannen christliche Missionierungsbemühungen in Sri Lanka. Eine wirklich strategisch organisierte Form nahm die Missionierung allerdings erst unter britischer Herrschaft an.
Um 1860 entwickelte sich eine Bewegung zur Revitalisierung des Buddhismus, in der vor allem die beiden Mönche Migettuwatte Gunananda (1823–1890) und Hikkaduve Sumangala (1826–1911) eine wichtige Rolle spielten. Gunananda gründete 1862 die erste Vereinigung zur Stärkung des Buddhismus in Sri Lanka, die Society for the Propagation of Buddhism. Sumangala kaufte 1855 eine Druckerpresse, die für die Kampagne gegen die christliche Mission genutzt wurde. 1873 gründete er das buddhsitische College Vidyodaya. Gunananda veröffentlichte zudem mehrere Texte in Antwort auf christliche Missionierungsschriften. Aus den schriftlichen Auseinandersetzungen entstanden öffentlich gehaltene christlich-buddhistische Debatten, von den zwischen 1864 und 1873 fünf an unterschiedlichen Orten öffentlich abgehalten wurden. Besonders bedeutsam war die fünfte nach ihrem Abhaltungsort als Panadura-Debatte bekannt gewordene Debatte. Der Debatte wird ein großer Einfluss auf ein „Erwachen“ des Buddhismus auf der Insel zugeschrieben.
Der gesamte singhalesische Reformbuddhismus ging jedoch maßgeblich auf Anagarika Dharmapala zurück, der bestrebt war, dem zunehmenden Einfluss der christlichen Schulen und Missionare auf die Bildungsschicht Ceylons (damaliger Name der Insel) Einhalt zu gebieten, indem er in Abgrenzung zum Christentum eine Neukonzeption des Buddhismus vornahm. Er etablierte den Buddhismus als eine Religion der Vernunft, die dem Aberglaube entsagte und auch mit den Erkenntnissen der Wissenschaft konform ging. Den klassischen Buddhismus, der als Mönchsbuddhismus nur einer bestimmten Schicht zugänglich war, öffnete Dharmapala hin zu einem Mittleren Pfad, so dass auch Laien die persönliche Erlösung realisieren konnten.

### Heutige Zeit
In heutiger Zeit hat sich der Buddhismus in Sri Lanka zum Teil mit einem singhalesischen Nationalismus verbunden. Dies liegt daran, dass in Sri Lanka die religiösen Grenzen zum erheblichen Teil auch ethnische Grenzen sind. Die Buddhisten sind überwiegend Singhalesen, während die Sri-Lanka-Tamilen meist Hindus und seltener Muslime sind. Ein Teil der Muslime in Sri Lanka sind historisch betrachtet Nachkommen arabischer Händler und ein Teil der Christen sind Nachkommen niederländischer und portugiesischer Kolonialherren. Wenn (vermeintliche) singhalesische Interessen auf dem Spiel stehen, spielen häufig auch buddhistische Mönche eine prominente Rolle, auch bei offen gewalttätigen Konflikten z. B. mit Muslimen. Einige singhalesisch-nationalistische Organisationen werden von buddhistischen Mönchen geführt, bzw. wurden von diesen gegründet, so die Parteien Jathika Hela Urumaya und Bodu Bala Sena.
In diesen Aspekten ähnelt der Buddhismus in Sri Lanka dem Buddhismus in Myanmar (Burma).

## Zahlen

Anteil der buddhistischen Bevölkerung in den sri-lankischen Distrikten im Jahr 2012

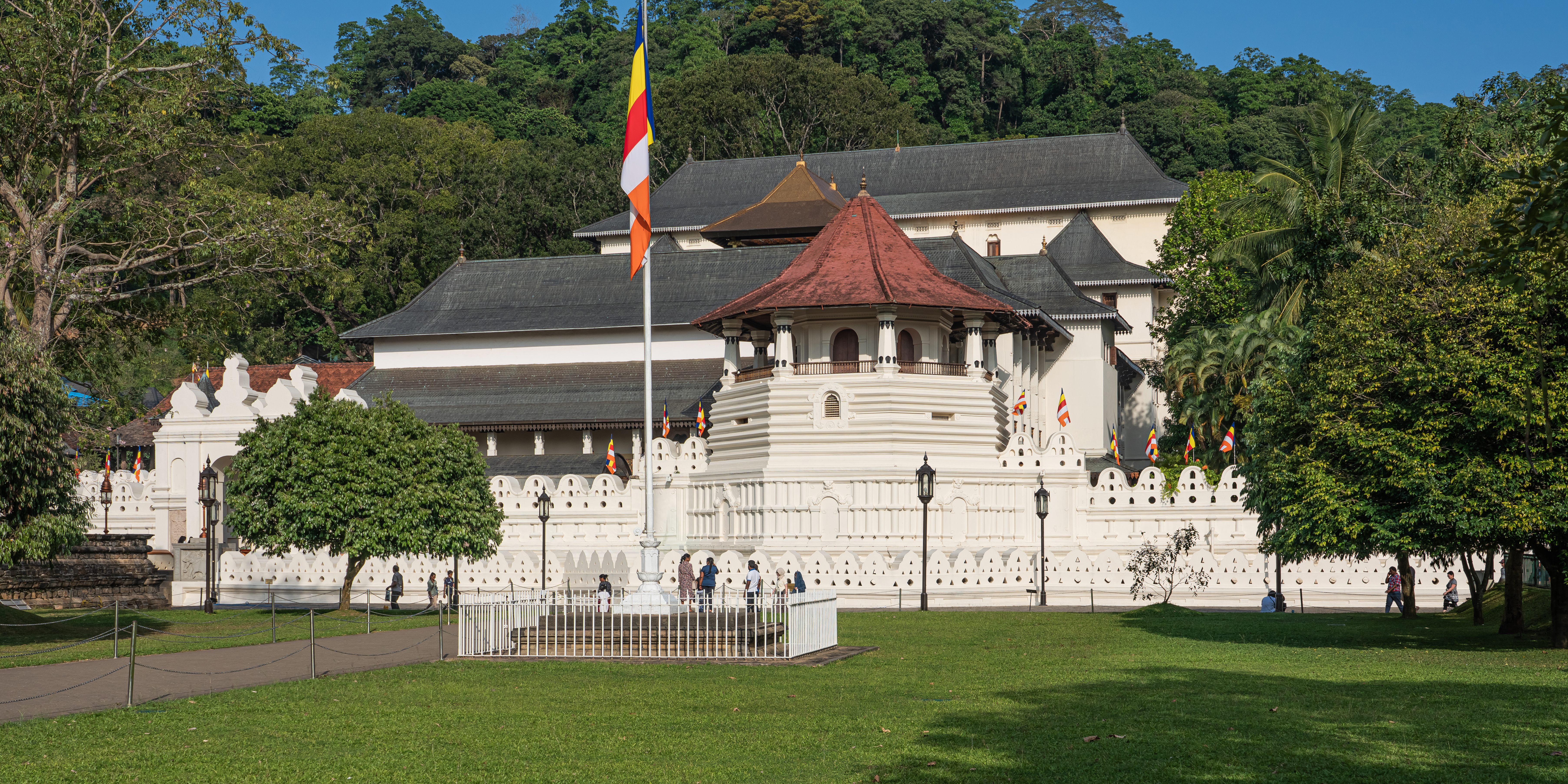
Zahntempel in Kandy, in dem laut religiöser Überlieferung ein linker Eckzahn des Religionsgründers Buddha Shakyamuni aufbewahrt wird

Entwicklung des buddhistischen Bevölkerungsanteils in Prozent der Gesamtbevölkerung Sri Lankas von 1881 bis 2011:
| 1881 Zensus                                 | 1,698,100  | 61,53 |
| 1891 Zensus                                 | 1,877,000  | 62,40 |
| 1901 Zensus                                 | 2,141,400  | 60,06 |
| 1911 Zensus                                 | 2,474,200  | 60,25 |
| 1921 Zensus                                 | 2,769,800  | 61,57 |
| 1931 Schätzung                              | 3,266,600  | 61,55 |
| 1946 Zensus                                 | 4,294,900  | 64,51 |
| 1953 Zensus                                 | 5,209,400  | 64,33 |
| 1963 Zensus                                 | 7,003,300  | 66,18 |
| 1971 Zensus                                 | 8,536,800  | 67,27 |
| 1981 Zensus                                 | 10,288,300 | 69,30 |
| 2001 Zensus1                                |            |       |
| 2011 Zensus                                 | 14.222.844 | 70,20 |
| Quelle: Department of Census and Statistics |            |       |

1 Nicht miteinbezogen, da der Zensus von 2001 nur in 18 von 25 Distrikten durchgeführt wurde.